# Rückbrandsicherung
Unter Rückbrandsicherung versteht man technische Maßnahmen, die ein Rückschlagen der Flammen in den Brennstoffvorratsbehälter verhindern. Rückbrandsicherungen kommen häufig in Heizsystemen zum Einsatz, bei denen Feststoffe in zerkleinerter Form (z. B. Pellets oder Hackschnitzel) als Brennstoff dienen. 
Um das Risiko des Übergreifens des Abbrandes auf den Brennstoffvorratsbehälter zu verhindern, werden im Wesentlichen zwei Varianten eingesetzt: der Fallschacht und die Zellenradschleuse.

## Fallschacht
Der Brennstoff fällt nach der ersten Förderung (z. B. Förderschnecke) lose durch einen Schacht. Eine Entzündung der nach unten fallenden Teile ist weitestgehend ausgeschlossen. Wesentlich ist hier, einen Rückstau im Fallschacht zu vermeiden bzw. rechtzeitig zu erkennen und die zugeführte Menge an Brennstoff an den Abbrand in der Brennkammer anzupassen.

## Zellenradschleuse
Die Zellenradschleuse ist ein Rad, das aus mehreren Kammern oder Zellen besteht; es transportiert den Brennstoff in kleinen Mengen in den Brennraum.